# USS Tarawa (CV-40)

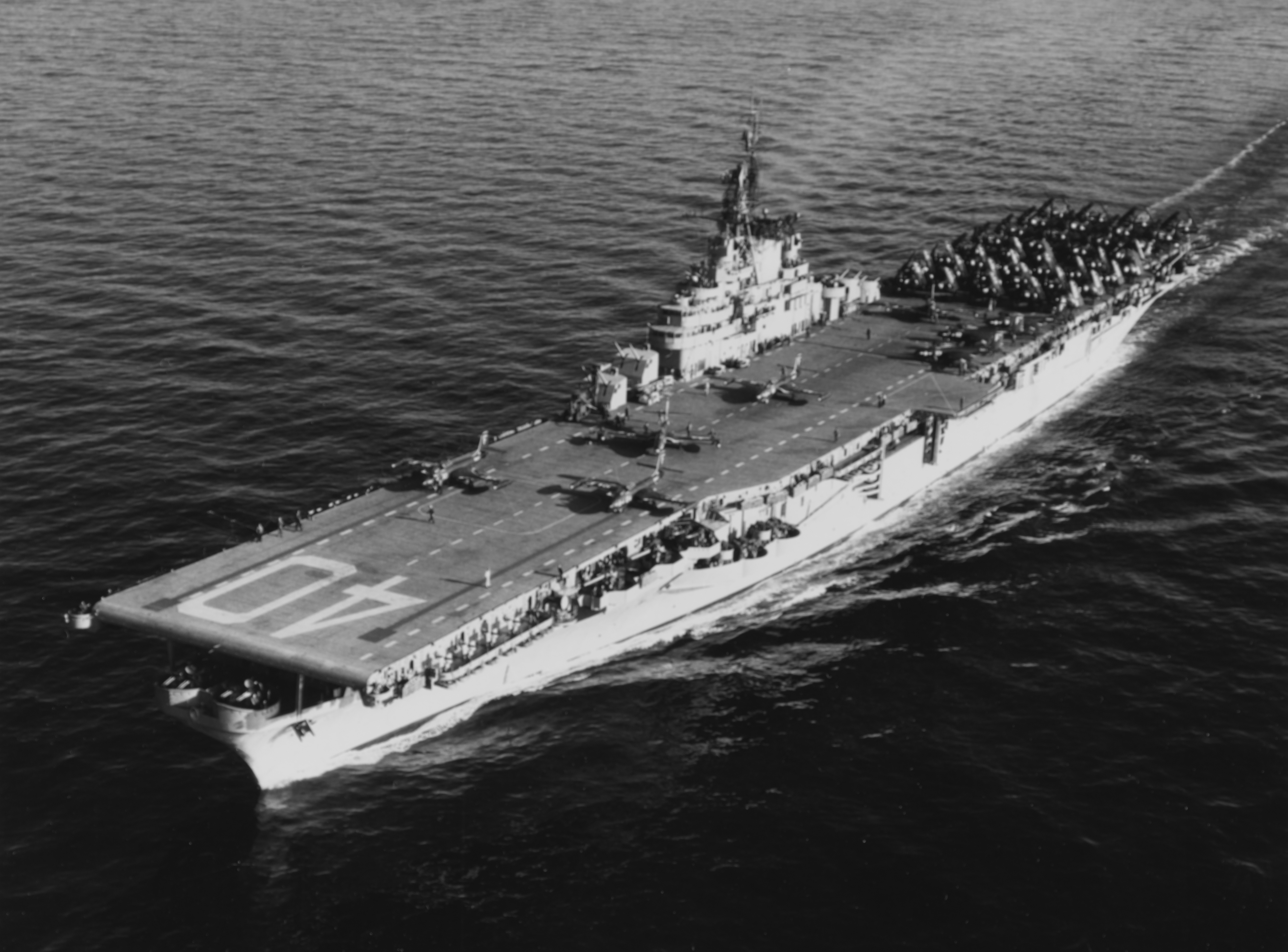
USS Tarawa i Messinasundet, december 1952.

USS Tarawa (CV/CVA/CVS-40, AVT-12) var ett av 24 hangarfartyg av Essex-klass som byggdes för amerikanska flottan under och kort efter andra världskriget. Fartyget var det första i amerikanska flottan med det namnet, döpt efter slaget om Tarawa 1943. Tarawa togs i tjänst i december 1945, för sent för att ha deltagit i andra världskriget. Efter tjänstgjort en kort tid i Fjärran Östern togs hon ur tjänst 1949. Hon togs i tjänst igen efter Koreakriget påbörjats och tjänstgjorde i Atlanten som ersättare för de hangarfartyg som sändes till Korea. I början av 1950-talet omklassificerades hon till ett attackhangarfartyg (CVA) och sedan till ett ubåtsjakthangarfartyg (CVS). Med undantag för en tur till Fjärran Östern tillbringade hon hela sin andra karriär med att operera i Atlanten och Karibien.
Till skillnad från många av hennes systerfartyg genomgick Tarawa inte några större moderniseringar och behöll därmed sitt klassiska utseende av ett fartyg ur Essex-klassen under hela sin karriär. Hon utrangerades 1960 och medan hon låg i reserven omklassificerades hon till ett flygtransportfartyg (AVT). Hon såldes för skrotning 1968.